# 地球環境問題
地球環境問題（ちきゅうかんきょうもんだい）とは、環境問題の一種で、問題の発生源や被害が特に広域的な、地球規模のものを指す。人間活動の影響力の増大によって、環境変化を自然が修復できなくなることによって発生する。

## 主要例
- 大気汚染・酸性雨

工業化の進展や自動車の普及に伴って発生した。
- 水質汚染・土壌汚染

窒素・リンや有機物を原因とする富栄養化で水質汚染が発生する。この原因は1960 - 70年代では工業排水であったが、現在は生活排水である。
- オゾン層破壊

排出されたフロンガスが成層圏に蓄積することで紫外線と光化学反応を起こし、生成した塩素原子がオゾンを破壊する。
- 地球温暖化・海面上昇・凍土融解

二酸化炭素等の温室効果ガスの放出などによる。
- 生物多様性の減退・生態系の破壊

狩猟や開発などに伴う。
- 自然への影響を考えない土地の開発、植林を考慮しない大規模な森林の伐採。

## 問題点
これらにおいて、環境への影響が国境を越えて波及する点も、大きな問題の一つである。ある国内で環境保護のための法整備を進めても、他国での環境破壊行為によって環境被害を受けることもあるため、地球環境問題は国際的な枠組みでの対策を必要とするのである。
- 河川の上流地域（例：ネパール）で森林を伐採することにより、上流の山が保水力を失い、下流（例：バングラデシュ、カルカッタなど）で洪水が発生する。
- 旧東欧諸国での、無害化が不十分な排煙によって、欧州全体に酸性雨被害が発生する。
- 先進国での二酸化炭素排出が地球温暖化を招くことで、島嶼諸国が海面上昇による水没の危機にさらされる。